# 尼克·琼斯
莱恩·尼古拉斯·琼斯（英語：Ryan Nicholas Jones，1945年3月28日—），美国NBA联盟前职业篮球运动员。他在1967年的NBA选秀中第3轮第31顺位被圣地亚哥火箭选中。